# Маршала Василевского
Остров Маршала Василевского — остров в Большой Курильской гряде, в составе субархипелага Таира. Является островком-«спутником» острова Уруп.

## География
Остров с координатами 46˚13,9' северной широты и 150˚35,1' восточной долготы имеет вулканическое происхождение.
Расположен между островами Щетининой и Громыко, входящими в состав субархипелага Таира (Южные Курилы, Большая Курильская гряда). Необитаем.

## История
До 1855 года вместе с Урупом находился в спорном статусе. По Симодскому договору вошёл в состав Российской империи.
В 1875 году по Петербургскому договору вошёл в состав Японской империи.
Согласно административно-территориальному делению Японии остров стал относиться к уезду (гуну) Уруппу (то есть Уруп в японском произношении), который охватывал не только сам Уруп, но и все острова на север до Броутона. Уезд в свою очередь входил с 1876 по 1882 год в состав провинции Тисима под управлением Комиссии по колонизации Хоккайдо; с 1882 до 1886 года — в состав префектуры Нэмуро, после — префектуры Хоккайдо.
С 1945 года в составе СССР.
2 февраля 1946 года включён в состав Южно-Сахалинской области.
2 января 1947 года включён в состав Сахалинской области РСФСР.
С 1991 года в России. Относится к Курильскому району Сахалинской области России. До 2020 года безымянный.

### Имянаречение
Назван в 2020 году в честь Маршала Советского Союза Александра Михайловича Василевского.
Инициатива по увековечиванию памяти Маршала Василевского принадлежит Сахалинскому отделению Русского географического общества. В 2019 году была организована специальная экспедиция в рамках военно-исторического проекта Альманах «Победители», который был посвящен победе в Великой Отечественной войне.

### Особая позиция Японии по территориальной принадлежности острова
Используя в территориальном споре с Россией фактор Сан-Францисского мирного договора 1951 года, который не был подписан СССР, японское правительство, тем не менее, опирается на те варианты толкований договоренностей между союзниками — СССР, США, Великобританией и Китаем — которые подкрепляют японскую позицию. В частности, поскольку в Сан-Францисском договоре не оговаривается, в пользу какого государства Япония отказывается от своих прав на Курилы, принадлежность острова, по мнению японского правительства, до сих пор не определена, а за Россией признаётся лишь «фактический контроль».